# Summorum Pontificum
Summorum Pontificum (Върховни понтифици) е апостолическото писмо motu proprio на папа Бенедикт XVI, постановяващо уважение към каноническите обичаи на Латинската Меса на католическата църква, позната под наименованието Тридентинска меса, и провеждането на повечето свещенодействия във вида, предхождащ литургичните реформи на Втория Ватикански събор.
Докумантът е издаден на 7 юли 2007 г. с писмо, обясняващо причините за издаването му. Встъпва в сила от 14 септември 2007 г.
Според него всички свещеници имат право да отслужват литургията по Тридентинската меса във всяка обичайна църква, вместо досегашната практика според моту проприо Ecclesia Dei от 1988 г. да се отслужва само при голямо количество отправени прошения от миряни и в специално предназначени за целта места. Папата обяснява в прибавеното писмо, че действията му са насочени към „примирение в сърцето на зърквата“ с Традиционните Католици в разногласие с Ватикана, като членовете на Братството на свети Пий X, основано от отлъчения от Йоан Павел II архиепископ Марсел Франсоа Льофевр заради верността му към практиките отпреди събора.
Тридентинската меса по този начин обаче не премахва тази на Павел VI, а е обявена за равноправна на нея.